# Edward Burlingame Hill
Edward Burlingame Hill (* 9. September 1872 in Cambridge, Massachusetts; † 9. Juli 1960 in Francestown, New Hampshire) war ein US-amerikanischer Komponist.

## Leben
Edward Burlingame Hill war der Sohn des Chemikers an der Harvard University, Henry Barker Hill. Er studierte bis 1894 an der Harvard University und war dann in Boston Schüler von John Knowles Paine, Frederick Field Bullard, Margaret Ruthven Lang und George Elbridge Whiting, in Paris von Charles-Marie Widor und schließlich wieder in Boston von George Whitefield Chadwick. Seit 1908 unterrichtete er an der Harvard University, ab 1928 als Professor. Zu seinen Schülern dort zählten u. a. Leonard Bernstein, Elliott Carter und Virgil Thomson. 1916 wurde er in die American Academy of Arts and Letters und 1929 in die American Academy of Arts and Sciences gewählt.
Hill komponierte unter anderem vier Sinfonien, vier sinfonische Dichtungen, zwei Orchesterpantomimen, zwei Orchestersuiten, zwei Klavierkonzerte, ein Violinkonzert, ein Konzert für Englischhorn, kammermusikalische Werke, Jazz-Studies für zwei Klaviere, eine Chor-Ode und eine Kantate. Stilistisch verschmolz er Elemente aus dem Impressionismus, dem Jazz und dem Neoklassizismus.